# Phlebodium
A Phlebodium a valódi páfrányok (Pteridopsida) osztályának édesgyökerű páfrányok (Polypodiales) rendjébe, ezen belül az édesgyökerű páfrányfélék (Polypodiaceae) családjába tartozó nemzetség.

## Rendszerezése
A nemzetségbe az alábbi 5 faj tartozik:
- Phlebodium areolatum (Humb. & Bonpl. ex Willd.) J. Sm.
- Phlebodium aureum (L.) J. Sm.
- Phlebodium decumanum (Willd.) J. Sm.
- Phlebodium polylepis (Roem. ex Kunze) Conz.
- Phlebodium pseudoaureum (Cav.) Lellinger